# Podróż apostolska Jana Pawła II do Szwajcarii i Liechtensteinu
28. podróż apostolska Jana Pawła II odbyła się 8 września 1985 roku, w święto Narodzenia Najświętszej Maryi Panny. Papież odwiedził Liechtenstein i przebywał również na terytorium Szwajcarii.
Celem wizyty papieża w Liechtensteinie było okazanie troski o losy niewielkich wspólnot kościelnych w małych krajach oraz okazanie im należnego szacunku. Pobyt na terytorium Szwajcarii był jedynie techniczny i wynikał z konieczności lądowania papieskiego samolotu w Zurychu.
Podczas wizyty, w kaplicy cudownego wizerunku Maryi Pocieszycielki w Schaan, został odczytany akt poświęcenia Liechtensteinu Matce Bożej, w obecności księcia Liechtensteinu Franciszka Józefa II, który w marcu 1940, dla ochrony przed spodziewaną inwazją wojsk niemieckich, w tej samej kaplicy dokonał oddania swojego kraju w opiekę Matki Bożej, patronki Liechtensteinu.

## Przebieg pielgrzymki

### 8 września
Przebieg pielgrzymki był następujący:
- krótka przerwa na lotnisku w Zurychu,
- powitanie przez księcia Liechtensteinu Franciszka Józefa II wraz z małżonką Georginą von Wilczek oraz biskupa Johannesa Vonderacha, ordynariusza szwajcarskiej diecezji Chur (wszystkie 10 parafii katolickich księstwa Liechtenstein jest częścią diecezji Chur), na stadionie Eschen-Mauren w Eschen,
- msza dla 40.000 osób na stadionie Eschen-Mauren w Eschen,
- spotkanie z 5 członkami rządu, 15 parlamentarzystami oraz rodziną Liechtensteinów na zamku w Vaduz,
- liturgia słowa z udziałem osób chorych, upośledzonych oraz w podeszłym wieku w katedrze św. Floryna w Vaduz,
- spotkanie z młodzieżą przed kaplicą cudownego wizerunku Maryi Pocieszycielki w Schaan,
- ceremonia pożegnania na zaimprowizowanym lądowisku przed klasztorem Adoratorek Krwi Chrystusa,
- międzylądowanie na lotnisku w Zurychu.